# Sem (Ariège)
Pour les articles homonymes, voir Sem.
Sem [sɛm] est une ancienne commune française située dans le département de l'Ariège, en région Occitanie. Le 1er janvier 2019, elle devient commune déléguée de Val-de-Sos.
Ses habitants sont appelés les Sémois et Sémoises.

## Géographie

### Localisation
Sem, situé dans la vallée de Vicdessos à 991 mètres d’altitude (altitude prise à l'ancienne mairie) est un ancien village minier. Depuis le 1er janvier 2019, Sem est rattaché à la commune nouvelle de Val-de-Sos.

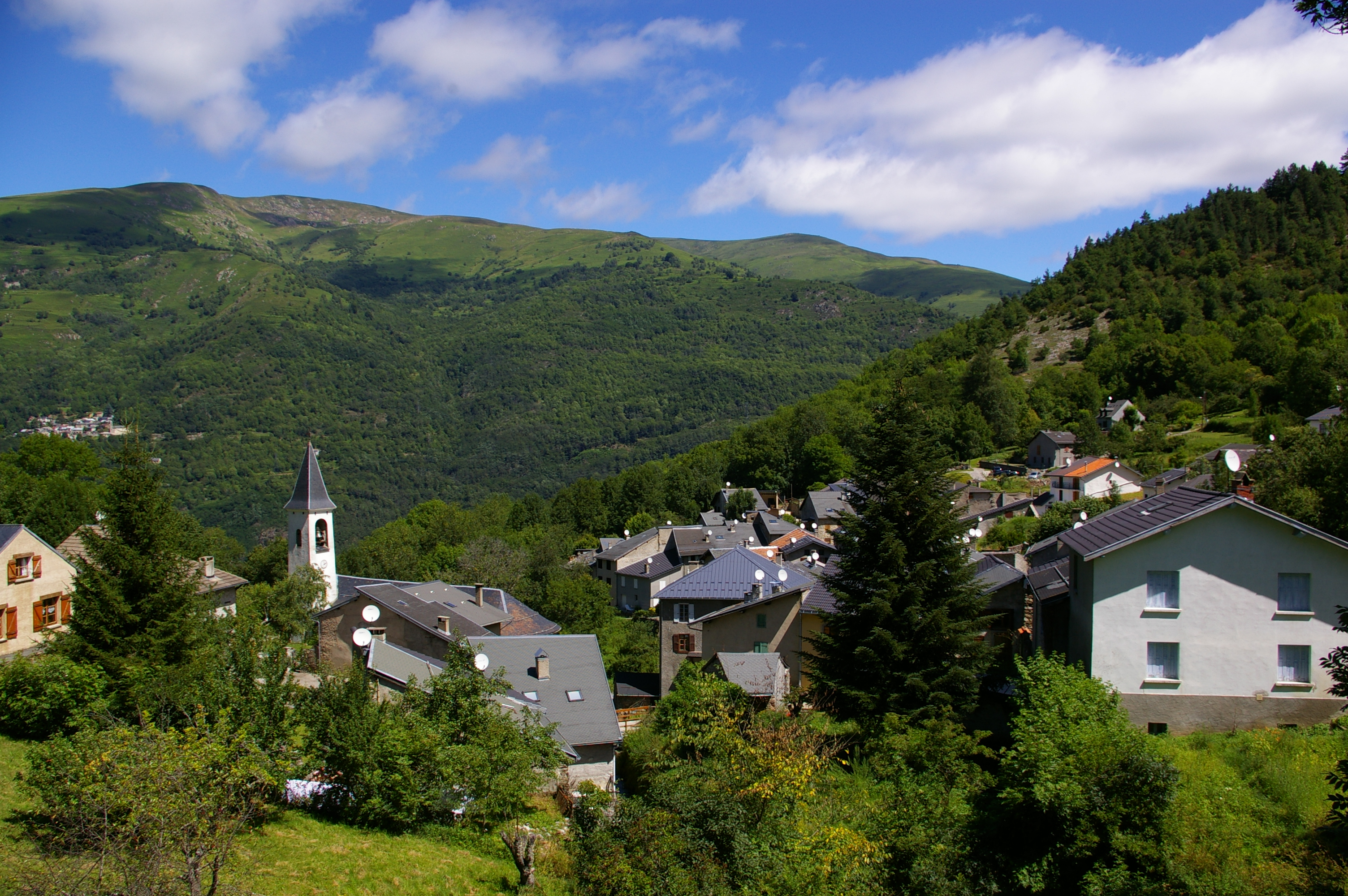
Vue générale du village de Sem.

### Communes limitrophes
|                      | Vicdessos (Val-de-Sos) |         |
| Goulier (Val-de-Sos) | Sem                    | Lercoul |
|                      |                        |         |

### Géologie et hydrographie
La vallée de Vicdessos est une vallée glaciaire marquée par des verrous et des ombilics. Située environ 300 mètres au-dessus de la vallée, Sem est traversée par un torrent, le ruisseau de Sem, qui la rejoint par une chute d’environ 120 mètres (les trois cascades de Caraoucou) et forme à cet endroit un cône de déjection.
Les glaciers ont marqué le paysage notamment par la présence d’un bloc erratique nommé le Palet de Samson qui surplombe le village.

#### La mine de Rancié
La mine de Rancié fait partie d'un bassin ferrifère de 19 kilomètres de long depuis le pic de Risoul, (à Goulier) jusqu'au Pech Saint Pierre (commune de Château-Verdun) sur 2 à 4 kilomètres de large. Hors de Sem, le fer a été exploité à Lercoul, Miglos, Larnat, Larcat et Château-Verdun.
À Sem, le filon de minerai, de 600 mètres de haut sur 700 mètres de large, est généralement entouré de roche calcaire. Ce minerai de très bonne qualité est constitué principalement d’une hématite brune et rouge associée à de l’oxyde de manganèse qui permettait d’obtenir des aciers réputés inoxydables.

### Climat
Le climat est montagnard mais marqué par une influence méditerranéenne. Il peut connaître des hivers rigoureux et neigeux, dont profite le village voisin de Goulier où a été installé le stade de neige de Goulier Neige. L’été, du fait de l’altitude, n’est jamais caniculaire.

## Histoire
L'histoire de Sem a été extraordinairement marquée par les mines de fer de Rancié, exploitées depuis l'Antiquité, citées pour la première fois en 1272 par le comte Roger Bernard III, elles deviennent à l'époque moderne la plus importante exploitation de fer des Pyrénées françaises, avant d'être fermées en 1929.
La commune fusionne le 1er janvier 2019 avec Goulier, Suc-et-Sentenac et Vicdessos pour former la commune de Val-de-Sos dont la création est actée par arrêté préfectoral en date du 27 juillet 2018.

## Politique et administration
| Période                                  | Période  | Identité          | Étiquette | Qualité                    |
| ---------------------------------------- | -------- | ----------------- | --------- | -------------------------- |
| mars 2008                                | En cours | Patrick Berlureau |           | retraité de l'enseignement |
| mars 2001                                | 2008     | Hubert Ginabat    |           |                            |
| 1983                                     | 1989     | Pierre Affre      |           |                            |
| 1876                                     |          | Louis Delcurrou   |           | magistrat                  |
| Les données manquantes sont à compléter. |          |                   |           |                            |

## Population et société

### Démographie
| 1793 | 1800 | 1806 | 1821 | 1831 | 1836 | 1841 | 1846 | 1851 |
| ---- | ---- | ---- | ---- | ---- | ---- | ---- | ---- | ---- |
| 280  | 326  | 364  | 368  | 439  | 420  | 441  | 448  | 493  |

| 1856 | 1861 | 1866 | 1872 | 1876 | 1881 | 1886 | 1891 | 1896 |
| ---- | ---- | ---- | ---- | ---- | ---- | ---- | ---- | ---- |
| 452  | 445  | 440  | 387  | 397  | 408  | 402  | 360  | 305  |

| 1901 | 1906 | 1911 | 1921 | 1926 | 1931 | 1936 | 1946 | 1954 |
| ---- | ---- | ---- | ---- | ---- | ---- | ---- | ---- | ---- |
| 240  | 222  | 194  | 139  | 115  | 83   | 55   | 40   | 21   |

| 1962 | 1968 | 1975 | 1982 | 1990 | 1999 | 2004 | 2006 | 2009 |
| ---- | ---- | ---- | ---- | ---- | ---- | ---- | ---- | ---- |
| 20   | 13   | 17   | 16   | 14   | 19   | 31   | 34   | 26   |

| 2014 | 2016 | - | - | - | - | - | - | - |
| ---- | ---- | - | - | - | - | - | - | - |
| 23   | 23   | - | - | - | - | - | - | - |

### Manifestations culturelles et festivités
- Festival Blues in Sem[7], créé en 2001.

## Économie
Après avoir connu la désertification avec la fermeture de la mine (1930), le village depuis quelques années retrouve des couleurs. Une vingtaine d’habitants sont établis à demeure et des activités s'y développent : élevage et « ferme-auberge ». Le village ne s'emplit réellement que l’été : une centaine de maisons sont alors ouvertes, dont la grande majorité des propriétaires sont des descendants de mineurs.

## Culture locale et patrimoine

### Lieux et monuments

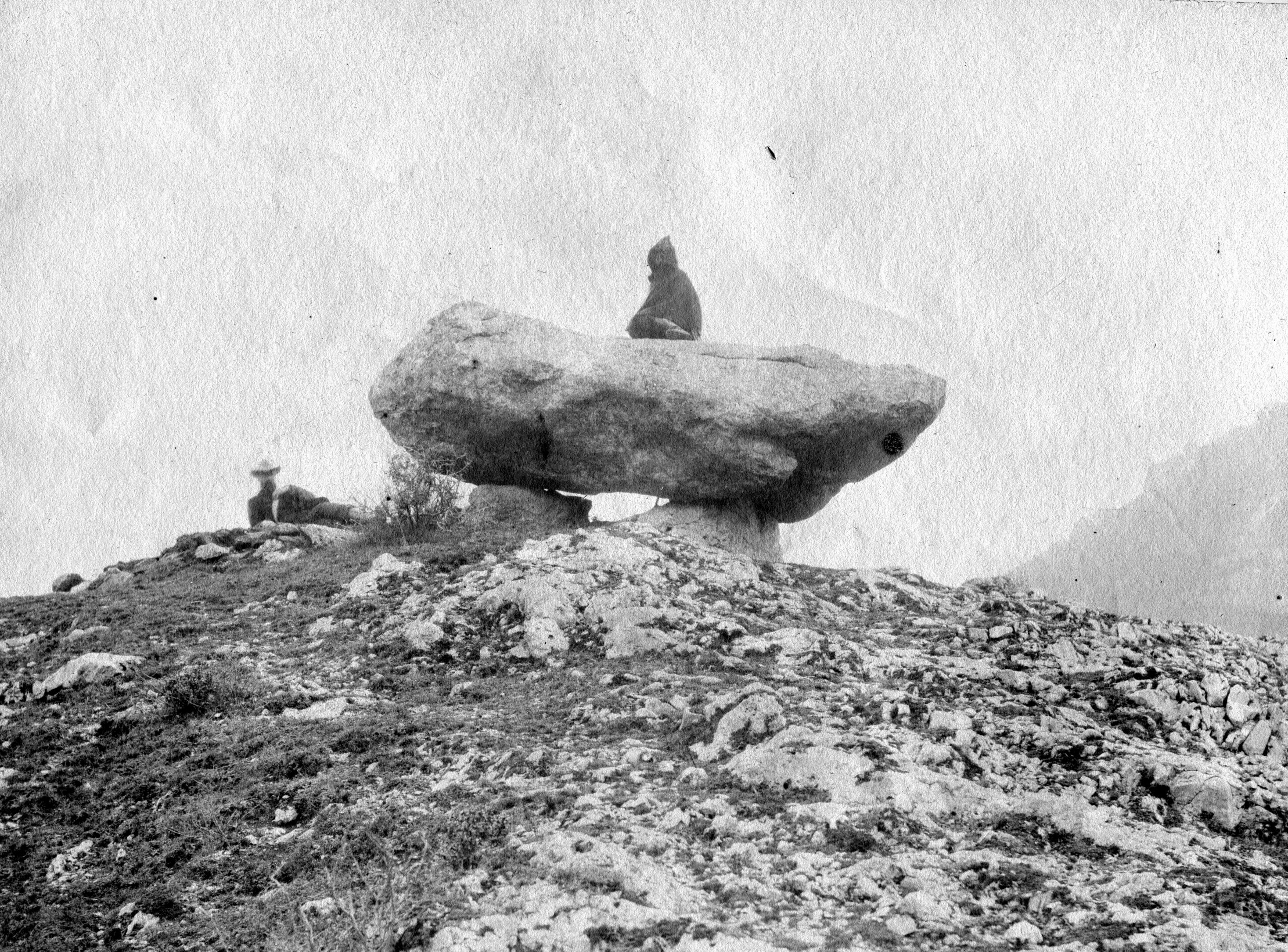
Bloc erratique connu sous le nom de "palet de Samson" (photographie de Félix Trutat effectuée en 1882)

- Le Palet de Samson ou Dolmen de Sem

À l'ère quaternaire, les différents refroidissements provoquèrent l’installation de glaciers majeurs dans la vallée de Vicdessos qui modelèrent la vallée en auge telle qu'elle est. Issus de la haute montagne, des massifs du Montcalm et de Bassiès, ces glaciers arrachèrent sur les flancs de ces hauteurs des morceaux de gneiss et de granites qui furent transportés sur des kilomètres. On en retrouve notamment sur les contreforts et les éminences de la vallée : à Sem et aussi à Lapège où ils ont l'apparence de faux dolmens, entre Vicdessos et Auzat sur la roche Saint-Vincent et au sommet du promontoire qu’occupent les ruines du château de Montréal-de-Sos.
Ce bloc erratique est parfois désigné comme Palet de Samson. La légende qui lui est attachée raconte que le géant Samson jouait avec un de ses camarades du village d'Orus à s’envoyer d'énormes rochers par-dessus la vallée. En partant, il oublia là un de ses « palets ».
Bien qu'il ne s'agisse pas d'un monument mégalithique, ce bloc est également désigné comme dolmen de Sem.

### Personnalités liées à la commune
- Louis Delcurrou, né à Sem le 13 octobre 1841, décédé à Paris le jeudi 23 janvier 1931. Avocat au barreau de Pamiers ; magistrat, procureur de la République, avocat général, conseiller à la Cour de cassation. Maire de Sem, conseiller général du canton de Vicdessos.